# سئارا
سئارا (به پرتغالی: Ceará) لقب: (سرزمین نور) یکی از ایالت‌های برزیل است که در شمال شرقی این کشور قرار دارد.
سئارا از شمال با اقیانوس اطلس، از شرق با ایالت‌های ریوگرانده دو نورتی و پاراییبا، از جنوب با پرنامبوکو، و از غرب با پیائویی همجوار است.
مرکز این ایالت شهر فرتالیزا می‌باشد.

## جغرافیا
این ایالت ۱۴۶،۳۴۸.۳کیلومتر مربع مساحت دارد.
در سال ۲۰۰۶ جمعیت آن ۸،۲۱۷،۰۸۵ نفر تخمین زده شده است.